# 早坂泰次郎
早坂 泰次郎（はやさか たいじろう、1923年2月20日 - 2001年10月8日）は、日本の心理学者。立教大学名誉教授。専攻は実存心理学、人間関係の心理学、看護学。

## 略歴
宮城県仙台市生まれ。幼いころから台北で過ごし、台北帝国大学を経て、1949年東北大学文学部卒。東北大学講師、立教大学助教授、社会学部教授。1989年定年退任、名誉教授。
2001年10月8日、出血性脳梗塞のため死去。

## 著書
- 『職場の中の青年期 人間づくりと人間関係』誠信書房　1962
- 『幹部のための青年心理学 "現代の若者"とはどんな人間か』日本実業出版社　1968
- 『看護における人間学』医学書院　1970
- 『脱人事管理 人間回復のための人間関係学』日本生産性本部　1970
- 『現代の若者たち 戦無派世代の意識を探る』日本経済新聞社　1971　日経新書
- 『若年層の人間学』日本労働協会　1975
- 『現代の若年層管理 価値観の変化と管理者の対応』1977　日本経済評論社文庫
- 『人間関係のトレーニング 新しい自他を発見し信頼関係を築く』講談社　1978
- 『人間関係の心理学』1979　講談社現代新書
- 『現象学をまなぶ 患者の世界とナース』川島書店　1986
- 『新脱・人事管理 経営の人間関係学』同文書院　1987
- 『人間関係学』同文書院　1987
- 『生きがいの人間関係学 信頼で結ばれる人間関係』同文書院　1990
- 『人間関係学序説 現象学的社会心理学の展開』川島書店　1991

## 共編著
- 『心理学・教育学』平井隆太郎,佐々木剛共著　医学書院　1960　高看双書
- 『看護婦の人間関係』堀川直義共著　医学書院　1963
- 『現代人の心理学』編　川島書店　1965
- 『世代論 歪められた人間の理解』編著　日本YMCA同盟出版部　1967
- 『人間存在の心理学』谷口隆之助,佐藤功共著　川島書店　1967
- 『20世紀人の心理学』編　朝倉書店　1971　現代心理学シリーズ
- 『基礎心理学シリーズ』全3巻　小口忠彦共編著　明治図書出版　1972-1973
- 『職場青年の心理学 青年よ不安をいだけ』山田雄一,祖父江孝男共編　1975　有斐閣選書
- 『心理学』上野ひとし共著　メヂカルフレンド社　1975　高看基礎講座
- 『人間世界の心理学 日常経験の現象学的人間学をめざして』編著　川島書店　1978
- 『現象学への招待 <見ること>をめぐる断章』ヴァン・デン・ベルグ共著　川島書店　1982
- 『<関係性>の人間学 良心的エゴイズムの心理』編著　川島書店　1994
- 『精神保健』第2版：長谷川浩,柏木哲夫共編　医学書院　1996　系統看護学講座
- 『現場からの現象学 本質学から現実学へ』編著　川島書店　1999

## 翻訳
- エーリヒ・フロム『精神分析と宗教』谷口隆之助共訳　創元社　1953
- A.ギャレット『職場のための人事相談 カウンセリングの心理と技術』武沢信一,平井隆太郎共訳　同学社　1955
- フロム『人間における自由』谷口隆之助共訳　東京創元社　1955
- フロムーライヒマン『人間関係の病理学』誠信書房　1963
- A.H.マスロー『可能性の心理学』川島書店　1971
- ヴァン・デン・ベルグ『病床の心理学』上野矗共訳　現代社　1975　高看基礎講座
- ヴァン・デン・ベルグ『人間ひとりひとり 現象学的精神病理学入門』田中一彦共訳　現代社　1976
- ヴァン・デン・ベルク『引き裂かれた人間引き裂く社会』勁草書房　1980
- アメディオ・ジオルジ『現象学的心理学の系譜 人間科学としての心理学』監訳　勁草書房　1981
- 『死の床にある患者たち 看護の視点から』共訳　現代社　1982　看護学翻訳論文集
- ヴァン・デン・ベルク『日常性の精神医学 心理臨床・パラメディカルのために』矢崎妙子共訳　川島書店　1984
- R.C.クワント『人間と社会の現象学 方法論からの社会心理学』監訳　勁草書房　1984
- 『死をともに生きる看護 続・死の床にある患者たち』共訳　現代社　1985　看護学翻訳論文集
- A.ジオルジ『心理学の転換 行動の科学から人間科学へ』監訳　勁草書房　1985
- ヤン・H.ヴァン・デン・ベルク『メタブレティカ 変化の歴史心理学』春秋社　1986
- ドレイヤー・クリューガー編『変貌する人間 現象学的研究』監訳　勁草書房　1991

## 論文
- 「ケース・ワークとグループ・ワーク-精神衛生の方法について」 『児童心理と精神衛生』 第1巻 3号 1950
- 「性格構造と社会構造」 東北大学 『文化』 第21巻 2号 1957
- 「社会現象に対する心理学的接近の方法と問題-人間学的社会心理学序説」 『年報社会心理学』 第1号 1960
- 「職場における自立」 霜山徳爾編 『自主性・そのトレーニング』 誠信書房 1964
- 「認識経験における公的と私的-客観としての主観」 『年報社会心理学』 第20集 1981
- 「成熟した性格」 『パッケージ性格の心理 2. 性格の変化と適応』 ブレーン出版 1985
- 「行動科学に期待するもの」 日本心理学諸学会間連絡会編・発行 『さいころじすと』 第17号 1987
- 「フロムの”社会的性格”」 本明寛編 『性格心理学新講座 1. 性格の理論』 金子書房 1989

## 参考
- 『人間関係の心理学』著者紹介
- 大泉溥 編 編『日本心理学者事典』クレス出版、2003年、873頁。ISBN 4-87733-171-9。